# Urtica angustifolia
Urtica angustifolia är en nässelväxtart som beskrevs av Fisch. och Jens Wilken Hornemann. Urtica angustifolia ingår i släktet nässlor, och familjen nässelväxter. Utöver nominatformen finns också underarten U. a. sikokiana.